# Salome Alexandra
Salome Alexandra, eller Alexandra av Jerusalem, född 139 f.Kr., död 67 f.Kr, var regerande drottning av Judeen mellan 76 och 67 f.Kr. Hon var en av tre kvinnliga regenter under det judiska rikets historia, jämsides med Debora och drottning Atalja. Hon var också den sista regenten över ett självständigt Judeen. Hon var först drottning som gift med kungarna Aristobulus I och Alexander Jannaeus, och därefter regerande drottning från 76 f.Kr. till sin död.